# Francisco de Bobadilla
Francesco de Bobadilla (eller Bovadilla) var en spansk adelsmand.
Bobadilla blev 1500 af den spanske Regering sendt til Hispaniola (Haïti) for at
undersøge Kolumbus' Færd. Ved sin Ankomst tiltog han sig straks Magten paa Øen og lod
Kolumbus fængsle og føre lænket til Spanien. Den spanske Regering gjorde dog Kolumbus ved hans
Ankomst en Undskyldning og kaldte B. tilbage. Paa Hjemvejen gik han imidlertid under i en Storm 1502.